# The Mastermind of Mirage Pokémon
The Mastermind of Mirage Pokémon (La mente maestra de los pokémon espejismo) en Estados Unidos, conocida en Japón como  (Senritsu no Mirāju Pokemon 戦慄のミラージュポケモン?, lit. "El aterrador espejismo pokémon") es un episodio especial de televisión del anime Pokémon, creado para el décimo aniversario de la franquicia Pokémon. fue estrenado en Estados Unidos el 29 de abril de 2006 en Kids' WB!. En Japón, fue lanzado en la web oficial como 戦慄のミラージュポケモン el 13 de octubre de 2006. En Hispanoamérica, fue estrenado por Cartoon Network el 13 de julio de 2008 en un especial por el día del niño llamado “Dia Super Secreto”.
Este fue la primera producción doblada por Pokémon USA y TAJ Productions en lugar de 4Kids en Estados Unidos. Debido al cambio de concesión de licencias, los actores de doblaje que había trabajador durante 8 años en la versión de 4kids, fueron reemplazados por otros actores de voz.

## Argumento
Ash y sus amigos son invitados al laboratorio del Dr. Yung para probar su sistema de batalla espejismo, sin embargo, ya en el laboratorio, el Dr. Yung es secuestrado por el Maestro Espejismo. El profesor Oak también es secuestrado y se entera de que el plan del Maestro Espejismo es crear al pokémon más poderoso del mundo, capaz de ser invulnerable a cualquier tipo de ataques. Más tarde, se revela que el Maestro Espejismo es el Dr. Yung y con su sistema espejismo, logra crear a Mewtwo y liberar a varios pokémon legendarios almacenados en su sistema gracias a que extrajo información de los recuerdos de Pikachu. Al final, el sistema espejismo del Dr. Yung es destruido junto con los pokémon espejismos almacenados en dicho sistema.

## Personajes
| - Ash Ketchum - Pikachu - May - Max - Misty - Brock | - Jessie - James - Meowth |

### Personajes exclusivos

#### Dr. Yung
Seiyū: Hidenobu Kiuchi.
El Dr. Yung (ドクター・ユング?)  es un científico pokémon que ha desarrollado el sistema de batalla espejismo e invitó a Ash y a sus amigos para probar dicho sistema, sin embargo, revela que su verdadera intención fue el crear al pokémon espejismo más poderoso del mundo.

## Producción

### Empresas
- ADR Producción: TAJ Productions
- Estudio: Pokémon USA, Inc (conocido también como PUSA)
- Traducción: Z Pang America
- Servicio de video: Chromavision
- Post producción de audio: 
  - Betelgeuse Productions
  - TAJ Studios, Inc
- Efectos digitales: Betelgeuse Productions

### Personal de Estados Unidos y Japón
- Director: 
  - Armen Mazlumian
  - Larry Juris
- Productor: 
  - Armen Mazlumian
  - Larry Juris
- Diseño de Personajes:
  - Ken Sugimori
  - Tokuhiro Matsubara
  - Toshiya Yamada
- Compositor musical: Ryan Dantello
- Director Creativo: Chris Brixey
- Editor de Video: B. Scott Dempsey
- Ingenieros: 
  - Armen Mazlumian
  - Jeff Pustynsky
- Asistente de Producción: 
  - Kaori Brand
  - Maya Nakamura
- Productor Ejecutivo: Akira Chiba
- Adaptación de guion: 
  - Carter Cathcart
  - Eric Grossfield
- Asesor de guion: C.J. Cathcart
- Supervisor de doblaje: Eric Grossfield
- Edición:
  - Armen Mazlumian
  - Jeff Pustynsky
- Co-productor: Randy Woodcock
- Personal de apoyo:
  - John Hershberger
  - Katherine Fang
  - Kristina Naudus
  - Phaedra Kaufman
- Dirección de voz: 
  - Eric Grossfield
  - Armen Mazlumian
  - Larry Juris